# Rogerskommissionen
Rogerskommissionen blev nedsat af USA's præsident Ronald Reagan den 3. februar 1986 med henblik på en uvildig undersøgelse af rumfærgen Challengers forlis den 28. januar 1986 kun 73 sekunder efter starten.
Challenger eksploderede på grund af en læk ved en O-ring i den højre løfteraket (SRB – Solid Rocket Booster). Flammerne, der trængte ud af lækken, brændte sig vej ind i hovedbrændstoftanken og fik den til at eksplodere.
Kommissionen kunne fastslå at Challengers eksplosion skyldtes et teknisk uheld. Men den kunne fastslå meget mere end det: Banale systemfejl, sjusk, rivaliserende virksomhedskulturer og en politisk og økonomisk presset organisation bragte rumfærgen til fald.
Kommissionens formand blev den 72-årige tidligere udenrigs- og justitsminister William P. Rogers.
Herudover bestod kommissionen af:
- Neil A. Armstrong (næstformand)
- Sally Ride
- Chuck Yeager
- Rober W. Rummel
- Joseph Sutter
- Albert D. Wheelon
- David C. Acheson
- Arthur B. C. Walker
- Eugene E. Covert
- Richard P. Feynman
- Robert B. Hotz
- Donald J. Kutyna
- Alton G. Keel